# Faris Hammouti
Faris Hammouti (Utrecht, 21 januari 1997) is een Nederlands-Marokkaans voetballer die als middenvelder speelt. Hij verruilde in 2024 FC Den Bosch voor FC Emmen.

## Carrière
Faris Hammouti speelde in de jeugd van IJFC en Feyenoord, waar hij in 2016 een contract tot 2018 tekende. In de winterstop van 2017 werd hij verhuurd aan Almere City FC, waar hij ook met het tweede elftal in de Derde divisie zaterdag speelde. Hij debuteerde bij Almere City FC op 21 april 2017, in de met 1-2 verloren thuiswedstrijd in de Eerste divisie tegen De Graafschap. 
Op 30 augustus 2022 tekende Hammouti voor twee seizoenen bij FC Den Bosch. Daar maakte hij zijn debuut op vrijdag 2 september in de met 1-2 verloren thuiswedstrijd tegen PEC Zwolle. Hammouti verving in de 78e minuut Joey Konings. Zijn eerste doelpunten maakte hij op 7 oktober 2022. In de met 0-2 gewonnen uitwedstrijd bij Willem II maakte Hammouti, in de 1e en 52e minuut, beide goals.
In januari 2024 stapte hij over naar FC Emmen. Hij debuteerde op 16 februari 2024 tegen Roda JC (2-3). Hij kwam in de 81e minuut in de ploeg voor Lucas Bernadou.

## Clubstatistieken

#### Beloften
| Seizoen                        | Club                  | Land            | Competitie             | Competitie | Competitie | Overig | Overig | Totaal | Totaal |
| Seizoen                        | Club                  | Land            | Competitie             | Wed.       | Dlp.       | Wed.   | Dlp.   | Wed.   | Dlp.   |
| ------------------------------ | --------------------- | --------------- | ---------------------- | ---------- | ---------- | ------ | ------ | ------ | ------ |
| 2016/17                        | → Jong Almere City FC | Nederland       | Derde divisie zaterdag | 10         | 1          | –      | –      | 10     | 1      |
| 2017/18                        | → Jong Almere City FC | Nederland       | Derde divisie zaterdag | 19         | 1          | 2      | 1      | 21     | 2      |
| 2018/19                        | Jong Almere City FC   | Nederland       | Derde divisie zaterdag | 6          | 3          | 2      | 0      | 8      | 3      |
| Totaal beloften                | Totaal beloften       | Totaal beloften | Totaal beloften        | 35         | 5          | 4      | 1      | 39     | 6      |
| Bijgewerkt op 30 augustus 2022 |                       |                 |                        |            |            |        |        |        |        |

#### Senioren
| Seizoen                    | Club             | Land            | Competitie      | Competitie | Competitie | Beker | Beker | Overig | Overig | Totaal | Totaal |
| Seizoen                    | Club             | Land            | Competitie      | Wed.       | Dlp.       | Wed.  | Dlp.  | Wed.   | Dlp.   | Wed.   | Dlp.   |
| -------------------------- | ---------------- | --------------- | --------------- | ---------- | ---------- | ----- | ----- | ------ | ------ | ------ | ------ |
| 2016/17                    | → Almere City FC | Nederland       | Eerste divisie  | 3          | 0          | 0     | 0     | 2      | 0      | 5      | 0      |
| 2017/18                    | → Almere City FC | Nederland       | Eerste divisie  | 8          | 0          | 1     | 0     | 6      | 1      | 15     | 1      |
| 2018/19                    | Almere City FC   | Nederland       | Eerste divisie  | 25         | 0          | 1     | 0     | 2      | 0      | 26     | 0      |
| 2019/20                    | Almere City FC   | Nederland       | Eerste divisie  | 24         | 0          | 1     | 0     | –      | –      | 25     | 0      |
| 2020/21                    | Almere City FC   | Nederland       | Eerste divisie  | 34         | 8          | 1     | 0     | 1      | 0      | 36     | 8      |
| 2011/22                    | Almere City FC   | Nederland       | Eerste divisie  | 9          | 0          | 1     | 0     | –      | –      | 10     | 0      |
| 2022                       | Almere City FC   | Nederland       | Eerste divisie  | 0          | 0          | 0     | 0     | –      | –      | 0      | 0      |
| 2022/23                    | FC Den Bosch     | Nederland       | Eerste divisie  | 32         | 5          | 2     | 0     | –      | –      | 34     | 5      |
| 2023/24                    | FC Emmen         | Nederland       | Eerste divisie  | 2          | 0          | 0     | 0     | 0      | 0      | 2      | 0      |
| 2024/25                    | FC Emmen         | Nederland       | Eerste divisie  | 22         | 0          | 1     | 0     | 0      | 0      | 23     | 0      |
| Totaal senioren            | Totaal senioren  | Totaal senioren | Totaal senioren | 159        | 13         | 8     | 0     | 11     | 1      | 178    | 14     |
| Carrièretotaal             | Carrièretotaal   | Carrièretotaal  | Carrièretotaal  | 194        | 18         | 8     | 0     | 15     | 2      | 217    | 20     |
| Bijgewerkt op 7 april 2025 |                  |                 |                 |            |            |       |       |        |        |        |        |